# Centro Criptológico Nacional
El Centro Criptológico Nacional (CCN) es un organismo español adscrito al Centro Nacional de Inteligencia (CNI) que se dedica a criptoanalizar y descifrar por procedimientros manuales, medios electrónicos y criptofonía, así como realizar investigaciones tecnológico-criptográficas y formar al personal especializado en criptología. El CCN quedó legalmente regulado por el Real Decreto 421/2004 el 12 de marzo.
El CCN no es una agencia independiente del CNI, sino que, siguiendo el modelo de Alemania o Francia, está integrado en el servicio de inteligencia español, siendo parte y responsabilidad de éste.
Dentro del CCN se encuentran dos partes integradas:
- El Organismo de Certificación (OC) del Esquema Nacional de Evaluación y Certificación de la Seguridad de las Tecnologías de Información (ENECSTI).
- El Centro Criptológico Nacional Computer Emergency Response Team (CCN-CERT).

## Dirección
El director y máximo responsable del CCN es a su vez el director del CNI. Sin embargo, la competencia de la dirección del centro la tiene un funcionario con rango de subdirector apoyado por un subdirector adjunto. Al director del CCN le corresponden las siguientes funciones:
- Asegurar el cumplimiento de las funciones encomendadas al CCN.
- Certificar la seguridad de las tecnologías de la información y de la criptología.
- Velar por la protección de la información clasificada relativa a los sistemas de información y telecomunicaciones.

## Funciones
- Elaborar y difundir normas, instrucciones, guías y recomendaciones para garantizar la seguridad de los sistemas de las tecnologías de la información y las comunicaciones de la administración del estado.
- Formar al personal de la administración especialista en el campo de la seguridad de los sistemas de las tecnologías de la información y las comunicaciones a través del CCN-CERT.
- Constituir el Organismo de Certificación del Esquema Nacional de Evaluación y Certificación de la Seguridad de las Tecnologías de Información.
- Valorar y acreditar la capacidad de los productos de cifra y de los sistemas de las tecnologías de la información para procesar, almacenar o transmitir información de forma segura.
- Coordinar la obtención y desarrollo de la tecnología de seguridad.
- Proteger la información clasificada.
- Establecer relaciones con órganos similares de otros países.

## Medios y personal
A pesar de que el CCN cuenta con su propio personal, éste está sometido al estatuto del personal del CNI, por lo que comparte con este medios, procedimientos, normativa y recursos. Desde 1990 hasta 2000, el presupuesto del CCN creció alrededor del 5 % por parte del CESID.

## Acuerdos
El CCN ha firmado dos importantes acuerdos con la empresa informática Microsoft con el fin de adherirse al Programa de Seguridad Gubernamental (GSP):
- El primero de ellos en 2004, cuando se firmó un acuerdo para tener acceso al código fuente de Windows, con los servidores centrales de Microsoft en Estados Unidos.
- El segundo en 2006, bastante similar, tuvo como objetivo la obtención del acceso a la fuente de Office.